# 林密線
林密線（りんみつせん、中国語: 林密铁路）は中華人民共和国の中国国鉄の鉄道路線。 黒竜江省牡丹江市林口県の林口駅から同鶏西市密山市の密山駅を結ぶ全長170.9kmの路線である。

## 概要
1934年に日本の当局が林口駅からウスリー川の畔の虎頭までの335.7kmに「林虎線」の建設を決定したのが始まりである。第一段階では林口 - 密山間に172.2kmの線路を建設する計画であり、1934年1月9日から3月25日にかけて測量が実施された。同年5月に建設工事が開始され1935年12月15日に試運転が開始され、1936年7月1日に開業した。鶏西で生産された石炭を林口や牡丹江に運搬する。1939年4月に鶏西 - 密山間の複線化工事が開始され、1941年9月に完成した。1945年に鶏西 - 西鶏西間4.1kmを除き再び単線化された。1985年にハルビン鉄路局は再複線化を決定し、1992年に竣工した。

## 接続路線
- 林口駅：図佳線
- 西鶏西駅：城鶏線
- 鶏西駅：恒山線
- 密山駅：密東線